# 清哲村
清哲村（せいてつむら）は山梨県北巨摩郡にあった村。現在の韮崎市清哲町各町にあたる。

## 地理
- 山：御所山、千頭星山、辻山、薬師ヶ岳、鳳凰山、地蔵ヶ岳、燕頭山
- 河川：釜無川

## 歴史
- 1874年（明治7年）7月 - 巨摩郡水上村・青木村・折居村・樋口村が合併して清哲村となる。
- 1878年（明治11年）7月22日 - 郡区町村編制法の施行により、清哲村が北巨摩郡の所属となる。
- 1889年（明治22年）7月1日 - 町村制の施行により、清哲村が単独で自治体を形成。
- 1954年（昭和29年）10月10日 - 韮崎町・穂坂村・藤井村・神山村・大草村・竜岡村・旭村・中田村・穴山村・円野村と合併して韮崎市が発足。同日清哲村廃止。